# Páskovec kroužkovaný
Páskovec kroužkovaný (Cordulegaster boltonii) je druh vážky z podřádu šídel. Vyskytuje se jen ve střední a východní Evropě. V celém Česku se vyskytuje vzácně. Je zapsaný v červeném seznamu ohrožených druhů bezobratlých jako druh zranitelný. Patří mezi největší české vážky.

## Popis
Tělo páskovce má délku 70-85 mm a je černé s výraznými žlutými pruhy na hrudi. Oči se na temeni dotýkají v bodě. Trojúhelník, který tvoří oči za bodem jejich dotyku, je žlutý (páskovec dvojzubý je zde černý). Křídla jsou čirá s rozpětím 90-105 mm. Nohy má celé černé. Na druhém až sedmém článku zadečku má dva žluté pruhy, na zbylých článcích je jen jeden.
Nymfa (larva) je dlouhá až 43 mm. Na 8 a 9 článku zadečku má tento druh trny.

## Způsob života

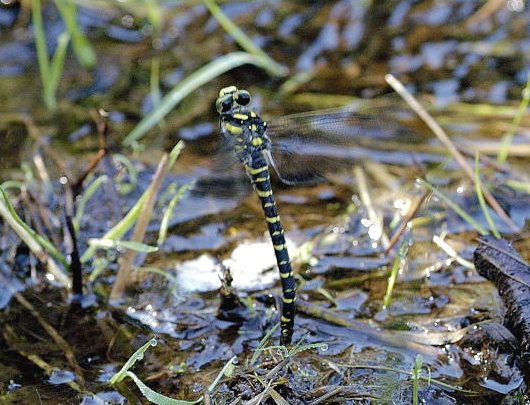
Samička při kladení vajíček na dno

Nymfy se líhnou z vajíčka po několika týdnech. Vajíčko někdy může i přezimovat, většinou ale přezimovává nymfa. Nymfy žijí na písčitých dnech horských potůčků. Zde se živí vodním hmyzem. Nymfa se vyvíjí velmi dlouho, od tří do pěti let. Dospělci létají od června do srpna. Létají kolem horských potůčků, daleko od nich nezaletují, často usedají na okolní vegetaci. Samičky snáší vajíčka za letu dlouhým kladélkem do písčitého dna.